# Ahmet Necdet Sezer
Ahmet Necdet Sezer (n. 13 septembrie 1941, Afyonkarahisar) este un om de stat turc. A fost președinte al Republicii Turce din 2000 până în 2007. Republicii Turce. Türkiye Büyük Millet Meclisi (în română: „Marea Adunare  Națională a Turciei”) îl alesese pe Ahmet Necdet Sezer în anul 2000, după cei șapte ani de președinție ai lui Süleyman Demirel.